# 北条氏繁
北条 氏繁（ほうじょう うじしげ）／北条 康成（ほうじょう やすしげ）は、戦国時代から安土桃山時代にかけての武将。後北条氏の家臣。北条綱成の嫡男。玉縄城主、岩槻城城代、鎌倉代官なども務めた。

## 生涯
天文5年（1536年）、後北条氏の家臣・北条綱成の嫡男として誕生した。母方のおじにあたる北条氏康に仕え、偏諱を受けて康成と名乗る（生涯の大半はこの諱を名乗っている）。また、のちに氏康の娘で康成の従姉妹にあたる七曲殿を妻としている。
永禄元年（1558年）3月に綱成が取次を務める白河結城家との交信において活動が確認される。
永禄4年（1561年）に上杉謙信が小田原へ侵攻した際には綱成が里見家への抑えとして三崎城に入ったため、玉縄城の留守を預かった。
永禄7年（1564年）の第二次国府台合戦には綱成と共に参陣し、活躍が確認されている。
永禄10年（1567年）に太田氏資が戦死すると岩付城代に任じられた。この人事には康成を兄弟衆と準じた扱いとする氏政の意図があり、綱成とは別個の役割を与えられるようになった。
永禄12年（1569年）に武田信玄による駿河侵攻に応じて大道寺資親が出陣すると、資親に代わって鎌倉代官に任じられた。なお、資親が帰陣すると康成も鎌倉代官から離任にしたが、元亀2年（1571年）から天正2年（1574年）まで再度鎌倉代官を務めている。
元亀元年12月に信玄が駿河御厨地方に侵攻すると弟・康元と共に迎撃に向かっている。
元亀2年11月に綱成から家督を継ぎ、翌元亀3年の初めに氏政から北条家の通字である「氏」を与えられ、氏繁と改名した。
甲相同盟が復活し、再び北条家・武田家と上杉家が北関東で抗争すると、氏繁は天正2年（1574年）2月から3月にかけて上杉方の最前線にあたる深谷城と羽生城を攻撃している。
天正6年（1578年）、父に先立って対佐竹氏の最前線、下総飯沼城中にて病死した。跡を嫡男の氏舜が継いだ。

## その他
氏繁は自分の印判に『易経』からとった「顚趾利出否」という文を刻んだ。政治秩序が顚倒しており、旧弊を一掃するのに好都合だという時勢観を表したものである。『北条記』の「北条常陸守氏重事」によれば、鷹を飼育することにかけても名人だったといい、武人画家として、『鷹図』（個人蔵）などの作品を残している。また、氏繁が息子たちに軍陣での作法や行動を教えるために書き記したと思われる『出陣次第』（国立歴史民俗博物館蔵）という冊子は、当時の武家故実を現在に伝える貴重な書物となっている。

## 参考資料
- 下山治久 編『後北条氏家臣団人名辞典』東京堂出版、2006年。ISBN 4490106963。
- 黒田基樹『北条早雲とその一族』新人物往来社、2007年。ISBN 9784404034588。
- 黒田基樹『戦国北条五代』星海社〈星海社新書〉、2019年。ISBN 978-4-06-515709-1。
- 黒田基樹『戦国関東覇権史 北条氏康の家臣団』KADOKAWA〈角川ソフィア文庫〉、2021年。ISBN 978-4-04-400668-6。